# Svartsnickarbi
Svartsnickarbi, Xylocopa violacea, är en stekelart i släktet snickarbin och familjen långtungebin. Arten kallas även violett snickarbi.

## Beskrivning
Svartsnickarbiet är ett mycket stort bi med en längd av 20 till 25 mm. Både kropp och päls är svarta; hanen har dock en blandning av svarta och gråa hår på mellankroppens översida. Antennernas undersida avviker genom att ha en dragning åt orange; hanen har dessutom helt orange antennspetsar. Vingarna är blåsvart glänsande. Kroppsformen påminner om en humla, men behåringen är betydligt glesare och lyser igenom åtminstone på ryggsidan. Tungan är kort och kraftig.

## Ekologi
Svartsnickarbiet är en värmeälskande art som föredrar torra habitat med tillgång på murket trä, som parker, trädgårdar, ängar (gärna med fruktträd) och bebyggelse. Arten är polylektisk, den är inte särskilt specialiserad i sitt näringsval, utan besöker blommor från flera familjer som ärtväxter, korgblommiga växter, kransblommiga växter och strävbladiga växter. Flygtiden varar från mars till oktober.

### Fortplantning
Under tidig vår gräver honan ut larvbon i död, mjuk eller murken ved (både träd på rot som byggnadsdetaljer, staketstolpar och liknande). Bohålet är runt och ungefär 11 mm i diameter. Gången går rakt in i veden, men viker sedan av och följer fiberriktningen. Honan inrättar en rad celler efter varandra, vanligtvis färre än 10. Varje cell har ett avlångt, mycket stort ägg (9 till 12 mm långt) på en klump pollen. Larverna matas även av honan. De färdiga bina kläcks under sensommaren och söker nektar på senblommande växter tills de på hösten återvänder till bona för att övervintra eller gnager ut egna övervintringsbon. De parar sig när de kommer ut efter övervintringen.

## Utbredning
Arten förekommer främst i Syd- och Mellaneuropa, Nordafrika och Sydvästasien, med europeisk nordgräns i norra Tyskland. Den har dock tillfälligt påträffats 14 gånger i Sverige: I Värmland och Uppsala 2005, osäkra observationer på Gotland 2007, i Skövde 2008 och vid två tillfällen (samma individ) i Huskvarna 2016. Dessutom har fem icke närmare beskrivna observationer gjorts i Skåne, och tre i Bohuslän..
I Finland har arten observerats sju gånger: En 2004 i Kuopio i landskapet Norra Savolax, en 2024 i Tohmajärvi i landskapet Norra Karelen, en 2022 i Nokia i landskapet Birkaland, en 2019 i Vanda i landskapet Nyland, en 2025 i Nummela, även den i Nyland, samt två 2022 respektive 2025 i Helsingfors. På grund av de fåtaliga observationerna har arten inte genomgått någon rödlistebedömning i landet, utan betecknas som "slumpmässig vandrare".